# Idan Landau
Idan Landau (en hébreu : עידן לנדו), né le 19 juillet 1967, est professeur de linguistique à l'université Ben Gourion et blogueur israélien.

## Biographie
Idan Landau naît aux États-Unis et émigre en Israël en 1969. Il sert comme officier dans l'armée israélienne pendant quatre ans (entre 1985 et 1989). En 1994, il termine ses études de deuxième cycle avec distinction avec une maîtrise en linguistique dans le cadre du programme interdisciplinaire Adi Lautman de l'université de Tel Aviv. En 1999, il termine son doctorat au MIT. Il effectue un post-doctorat à l'université Ben Gourion au cours de l'2000 année universitaire 2000-2001 et est ensuite accepté comme membre régulier du corps professoral du Département de littérature étrangère et de linguistique (les premières années grâce à une bourse Alon). Il publie cinq livres et des dizaines d'articles dans ses domaines d'expertise.
En 2001, pour la première fois, en tant qu'officier de réserve, il est condamné à 14 jours de prison pour refus de servir dans les territoires occupés de Cisjordanie.Plus tard, il est de nouveau emprisonné pour son objection, à trois reprises. Fin 2011, il est au cœur d'une tempête médiatique lorsque l'université Ben Gourion déduit le temps de prison de son salaire,.
Idan Landau est marié à Shira Stav et père d'une fille et d'un fils. Il réside à Tel-Aviv.

## Domaine de recherche
Son principal domaine de recherche est la syntaxe générative.

## Publications
(Les titres d'origine en hébreu sont accompagnés de traductions françaises de type sourcier)

### Ouvrages
En hébreu
- טיפה אפלה בקליפה : מסות על הלשון ותעתועיה במדע, באמנות, בספרות ובפוליטיקה (Une sombre goutte dans la coquille : Essais sur le langage et ses illusions dans la science, l'art, la littérature et la politique), Ed. Erez Schweitzer, Israël, 2015[7].

En anglais
- 2000 : Elements of Control: Structure and Meaning in Infinitival Constructions. Studies in Natural Language and Linguistic Theory, (« Éléments de contrôle : structure et signification dans les constructions infinitives. Études en langue naturelle et théorie linguistique »), Kluwer Academic Publishers, Dordrecht[8],[9].
- 2010 : The Locative Syntax of Experiencers. (« La syntaxe locative des expérimentateurs »), Cambridge (Massachusetts), États-Unis : MIT Press[10].
- 2013 : Control in Generative Grammar: A Research Companion. (« Contrôle en grammaire générative : un compagnon de recherche »), Cambridge, Royaume-Uni : Cambridge University Press[11].
- 2015 : A Two-Tiered Theory of Control (« Une théorie du contrôle à deux niveaux »), Cambridge (MA), États-Unis : MIT Press[12].
- 2021 : A Selectional Theory of Adjunct Control. Cambridge (MA), États-Unis : MIT Press[13].

### Articles de presse
- משחקים מן השפה ולחוץ, (Jeux du langage et du dehors), Studio No. 83, juin 1997
- מהות האנושיות לפי ג'ורג' אורוול (L'essence de l'humanité selon George Orwell), Haaretz, 15 janvier 2007
- החרם האקדמי: פירכות וסיסמאות (Le boycott académique : arguments et slogans), ha-Gada (Rive Gauche), 19 juin 2007
- החול היה רך, נעלו מלאה גרגירים (Le sable était doux, et ils en avaient plein les souliers), Haaretz, 14 avril 2008
- אוושה לבנה זרמה בין עצי הפרדס, יתושים זמזמו תחת הענפים, בין הגזעים (Un murmure blanc coulait entre les arbres du verger, des moustiques bourdonnaient sous les branches, entre les troncs), Haaretz, 24 avril 2008
- היפעה השקטה הזאת, שנעה באטיות כמו שרף סמיך (Ce reflet silencieux, se déplaçant lentement comme une résine épaisse), Haaretz, 29 avril 2008
- במעלה העץ התחבירי | "בלשנות עברית תיאורטית (Cime de l'arbre syntaxique | « Linguistique hébraïque théorique »), Haaretz, 2 septembre 2009
- "מתוך "טיפה אפלה בקליפה (extraits d' "une sombre goutte dans la coquille"), The 7 Eye, 12 mai 2015